# Alto de Hazallanas
Die Alto de Hazallanas ist ein 1655 Meter hoher Gebirgspass in der spanischen Sierra Nevada. Sie liegt in der Autonomen Gemeinschaft Andalusien in der Provinz Granada. Die Passhöhe kann von Pinos Genil aus über eine Nord- und Südauffahrt erfolgen.

## Lage und Auffahrten
Die Alto de Hazallanas liegt in der Sierra Nevada, die ein Teil der Betischen Kordillere ist. Die schmale Straße der A-4030 bildet dabei eine Auffahrtsmöglichkeit, um von Granada in das Skigebiet Sierra Nevada zu gelangen.
Die Nordwestauffahrt von Pinos Genil führt auf der GR-3200 vorbei an der Canales-Talsperre, ehe kurz nach Güéjar Sierra die Auffahrt über die enge und kurvenreiche A-4030 erfolgt. Insgesamt weist sie dabei auf einer Länge von 16,4 Kilometern eine durchschnittliche Steigung von 5,5 % auf. Die ersten neun Kilometer weisen dabei großteils geringe Steigungsprozente sowie ein längeres Flachstück auf. Kurz vor Güéjar Sierra wird zudem eine kurze Zwischenabfahrt absolviert. Der eigentliche Anstieg beginnt mit der Überquerung des Genil und weist auf einer Länge von 7,1 Kilometer eine Durchschnittssteigung von 9,5 % auf. Bereits auf dem ersten Kilometer müssen neun Kehren durchfahren werden, wobei die Steigung im Schnitt bei mehr als 12 % liegt. Nach einem kurzen Flachstück folgen drei weiter Kilometer mit Steigungsschnitten jenseits der 10 %-Marke. Auf den letzten 2,5 Kilometern flacht die Straße etwas ab und führt mit rund 7 % auf die Passhöhe. Alternativ kann die Auffahrt von Güéjar Sierra auch über das Valle Río Genil erfolgen.
Die Westauffahrt ist 14,8 Kilometern lang, weist jedoch eine durchschnittliche Steigung von nur 6,1 % auf. Die Auffahrt verläuft auf der A-4026 und A-395, wobei die Steigungsprozente der beiden gut ausgebauten Straßen meist bei rund 7 % liegen. Zwei kurze Flachstücke senken jedoch die durchschnittliche Steigung. Um zur Alto de Hazallanas zu gelangen, biegt man beim Besucherzentrum El Dornajo links auf die A-4025 ab und erreicht wenig später die Kreuzung mit der Nordauffahrt.

## Radsport
Obwohl die Vuelta a España bereits im Jahr 1979 in die Sierra Nevada führte, dauerte es bis ins Jahr 2013, ehe die Auffahrt zur Alto de Hazallanas im Programm der Spanien-Rundfahrt aufschien. Die erste Befahrung fand damals im Rahmen der 13. Etappe statt, wobei die Nordauffahrt der Alto de Hazallanas als Schlussanstieg diente und als Bergwertung der Categoria Especial klassifiziert wurde. Der US-Amerikaner Christopher Horner gewann die Etappe und übernahm zugleich das Rote Trikot von Vincenzo Nibali. Zugleich legte er den Grundstein für seinen Gesamtsieg und gewann im Alter von 41 Jahren als bislang ältester Fahrer eine Grand Tour.
Die zweite Befahrung der Nordauffahrt fand im Jahr 2017 statt, wobei diesmal eine Bergwertung der 1. Kategorie auf der Passhöhe abgenommen wurde, ehe der Zielort Sierra Nevada über die Alto de Monachil erreicht wurde. Der Belgier Sander Armée führte damals die Ausreißergruppe über die Kuppe. Zuletzt schien die Alto de Hazallanas im Jahr 2022 im Programm der Spanien-Rundfahrt auf, wobei sie auf der 15. Etappe den ersten Abschnitt der Auffahrt nach Sierra Nevada darstellte und somit keine Bergwertung auf der Passhöhe abgenommen wurde.
Im Jahr 2024 wurde die Alto de Hazallanas im Rahmen der 9. Etappe zweimal von der Nordseite befahren. Sie bildet zudem den Schlussanstieg und wurde 22 Kilometer vor dem Ziel zum letzten Mal überquert, ehe das Ziel in Granada erreicht wurde. Bereits in der ersten Ausfahrt setzte sich Adam Yates 58 Kilometer vor dem Ziel von der Ausreißergruppe ab. Der Brite gewann beide Bergwertungen und holte sich als Solist den Etappensieg.
| Jahr  | Etappe     | Bergwertung   | Fahrer             | Auffahrt |
| ----- | ---------- | ------------- | ------------------ | -------- |
| 2013* | 13. Etappe | ESP Kategorie | Christopher Horner | Nordwest |
| 2017  | 15. Etappe | 1. Kategorie  | Sander Armée       | Nordwest |
| 2024  | 09. Etappe | 1. Kategorie  | Adam Yates         | Nordwest |
| 2024  | 09. Etappe | 1. Kategorie  | Adam Yates         | Nordwest |

* Zielankunft auf der Alto de Hazallanas